# Quercus ciliaris
Quercus ciliaris — вид рослин з родини букових (Fagaceae), поширений у Китаї.

## Опис
Це дерево до 15 метрів заввишки. Листки від довгасто-овальних до овально-ланцетних; основа від клиноподібної до майже округлої; верхівка загострена до хвостатої; край з невеликими різкими зубцями на верхівкових 2/3; верх блискучий зелений; низ білуватий, з простими розпростертими волосками; ніжка 10–15 мм. Маточкові суцвіття 10–15 мм. Жолуді 2 до 3 разом, еліпсоїдні, завдовжки 15–20 мм, ушир 10 мм, волохаті на верхівці; чашечка вкриває 1/3 або 1/2 горіха, завдовжки 6–8 мм, ушир 10–13 мм, з 6–9 концентричними кільцями; дозрівають першого року.

## Середовище проживання
Поширений у Китаї (Аньхой, Фуцзянь, Ганьсу, Гуандун, Гуансі, Гуйчжоу, зх. Хубей, Хунань, Цзянсу, Цзянсі, Шеньсі, Сичуань, Чжецзян). Росте в мішаних лісах у горах; на висотах від 500 до 2600 метрів.